# Giselbert von Höttingen
Giselbert stiftete zusammen mit seinem Bruder Constantin auf ihrem väterlichen Erbgut das Prämonstratenserinnenkloster Lochgarten.
Da die beiden Brüder Hintersassen, wohl Wachszinser, des Stifts an der Pfarrkirche in Lorch waren, bedurfte es hierzu der Zustimmung der Lorcher Vögte und der Kanoniker, wie aus der Urkunde König Konrads III. über diesen Vorgang aus dem Sommer 1144 hervorgeht. Für den Lebensunterhalt Giselberts war, nach einer undatierten Urkunde des Würzburger Bischofs Gebhard von Henneberg († 1159), ein halbes Pfund von einem Gut in Höttingen (heute Gemeinde Bütthard) vorgesehen. In einer undatierten Urkunde von Gebhards Nachfolger Heinrich II. von Stühlingen († 1165) über die Beilegung eines Streits zwischen dem Kloster Tückelhausen und Lochgarten wird diese Zahlung an den inzwischen wohl verstorbenen Giselbert nicht mehr erwähnt.
Hansmartin Decker-Hauff behauptete im Katalog zur Staufer-Ausstellung 1977, Giselbert sei ein Sohn des späteren Königs Konrad III. aus einer Beziehung mit einer Gerberga. Doch lässt sich diese Hypothese weder mit der von Decker-Hauff zitierten Quelle belegen, noch vermag sie inhaltlich zu überzeugen.
Ob die Zensuale Petrissa seine Tochter war, wie Decker-Hauff behauptete, ist ebenfalls sehr fraglich.